# Ацетооцтовий естер
Ацетооцтовим естером зазвичай називають етиловий естер ацетооцтової кислоти, етил 3-оксобутилат, хоча інші її естери також є ацетооцтовими. Етил 3-оксобутилат — хімічна сполука з формулою CH3–CO–CH2–CO–OC2H5 (для кетонної форми). Це безбарвна рідина з приємним запахом, існує у двох таутомерних формах: кетонній та енольній (кето-енольна таутомерія).

## Хімічні властивості
Для ацетооцтового естеру характерна кето-енольна таутомерія. За температури 35 °С, вміст енолу коливається від 0,4 % у воді до 31% у тетрахлорметані. Загалом, у неполярних розчинниках вміст енолу зростає, а в полярних зменшується:

### Реакції кетонної форми

#### Реакції кетонів
Може взаємодіяти з речовинами, які реагують з кетонами. Наприклад, приєднує гідросульфіт натрію, синильну кислоту або водень:
{\displaystyle {\ce {CH3-CO-CH2COOC2H5 + H2 ->CH3-CH(OH)-CH2COOC2H5}}}
{\displaystyle {\ce {CH3-CO-CH2COOC2H5 + HCN ->CH3-C(CN)(OH)-CH2COOC2H5}}}
{\displaystyle {\ce {CH3-CO-CH2COOC2H5 + NaHSO3 ->CH3-C(SO2ONa)(OH)-CH2COOC2H5}}}
Також взаємодіє з гідроксиламіном, утворюючи оксим:
{\displaystyle {\ce {CH3-CO-CH2COOC2H5 + NH2OH ->CH3-C(NOH)-CH2COOC2H5 + H2O}}}

#### Розщеплення
Під дією лугів може розщеплюватися. Якщо луг концентрований, відбувається кислотне розщеплення, а якщо розведений — кетонне:
{\displaystyle {\ce {CH3-CO-CH2-CO-OC2H5 + 2NaOH ->2CH3-CO-ONa + C2H5OH}}} (луг концентрований, кислотне розщеплення, бо утворюється сіль оцтової кислоти)
{\displaystyle {\ce {CH3COCH2-COOC2H5 + NaOH ->[-C_2H_5ONa]CH3COCH2-COOH ->[t, -CO_2]CH3COCH3}}}(луг розведений, кетонне розщеплення, бо ацетооцтова кислота, яка утворюється, нестійка і дуже легко декарбоксилюється, утворюючи кетон)

#### Приєднання дієнофілів
У присутності основ може приєднувати дієнофіли:
Реакція йде поетапно:
1. Спочатку гідроксид-іон (або алкоголят-іон) відщеплює від молекули протон:{\displaystyle {\ce {CH3CO-CH2-COOC2H5 + OH- ->CH3CO-CH- -COOC2H5 + H2O}}}
2. Далі приєднується дієнофіл (наприклад, акролеїн). При цьому негативний заряд переходить до атома оксигену:{\displaystyle {\ce {CH3CO-CH- -COOC2H5 + CH2=CH-CH=O -> CH3CO-CH(CH2-CH=CH-O- )-COOC2H5}}}
3. Потім від молекули води (або спирту, якщо каталізатор — алкоголят-іон) відщеплюється протон, повертаючи каталізатор — гідроксид-іон:{\displaystyle {\ce {CH3CO-CH(CH2-CH=CH-O-)-COOC2H5->[{+H_{2}O}][{-OH^{-}}]CH3CO-CH(CH2-CH=CH-OH)-COOC2H5}}}
4. У продукті реакції є дві карбонільні групи, які були спочатку, та одна енольна, і внаслідок кето-енольної таутомерії енольна частково перетворюється на карбонільну:{\displaystyle {\ce {CH3CO-CH(CH2-CH=CH-OH)-COOC2H5 <-> CH3CO-CH(CH2-CH2-CH=O)-COOC2H5}}}

Отриманий естер може гідролізуватися, а кислота — декарбоксилюватися. В кінці буде отримано 5-оксогексаналь:
{\displaystyle {\ce {CH3CO-CH(CH2-CH2-CH=O)-COOC2H5 + H2O ->[H^+]CH3-CH(CH2-CH2-CH=O)-COOH + C2H5OH}}}
{\displaystyle {\ce {CH3-CO-CH(CH2-CH2-CH=O)-COOH ->[t]CH3-CO-CH2-CH2-CH2-CH=O + CO2}}}

### Реакції енольної форми
В енольній формі ацетооцтовий естер має циклічну форму внаслідок утворення водневого зв'язу між атомом гідрогену з гідроксильної групи та оксигену з карбонільної. При від'єднанні протона від молекули негативний заряд делокалізується через утворення спряженої системи. Тому ацетооцтовий естер може взаємодіяти з натрієм як кислота з утворенням натрійацетооцтового естеру.
При взаємодії з пентахлоридом фосфору утворює естер β-хлорбут-2-енової кислоти:
{\displaystyle {\ce {CH3-C(OH)=CHCOOC2H5 + PCl5 ->CH3-CCl=CHCOOC2H5 + HCl + POCl3}}}
При метилюванні діазометаном утворюється етиловий естер 3-метоксикротонової кислоти:
{\displaystyle {\ce {CH3-C(OH)=CHCOOC2H5 + CH2N2 ->CH3-C(OCH3)=CHCOOC2H5}}}
При взаємодії з хлорангідридами утворює естери 3-ацилоксикротонової кислоти:
(у продукті другої реакції повинен бути атом оксигену від гідроксильної групи)

## Отримання

### З дикетену
Ацетооцтовий естер отримують приєднанням етанолу до дикетену:

### З етилацетату
Ацетооцтовий естер можна отримати і з етилацетату. Каталізатором у цій реакції є етанолят натрію:
{\displaystyle {\ce {2CH3-CO-OC2H5 ->[C_2H_5ONa]CH3-CO-CH2-CO-OC2H5 + C2H5OH}}}
Ця реакція є конденсацією Кляйзена. Спочатку від молекули етилацетату під дією етаноляту натрію, сильного лугу, відщеплюється протон, роблячи атом карбону у α-положенні до естерної групи нуклеофільним:
{\displaystyle {\ce {CH3-COOC2H5 + C2H5O- Na+ -> [CH2-COOC2H5]- Na+ + C2H5OH}}}
Далі приєднується інша молекула етилацетату. При цьому до негативно зарядженого атома карбону приєднуєднується електрофільний атом карбону естерної групи з другої молекули:
{\displaystyle {\ce {[CH2-CO-OC2H5]- Na+ + CH3-CO-OC2H5 -> CH3-CO- (OC2H5)-CH2-COOC2H5 + Na+}}}
Внаслідок -I-ефекту  етоксигрупи та карбонільної групи протон поблизу цих груп є рухливим. Тому етоксигрупа може відщеплюватись разом з протоном, залищаючи натрійацетооцтовий естер:
{\displaystyle {\ce {CH3-CO- (OC2H5)-CH2-COOC2H5 -> [CH3-CO-CH-COOC2H5]- + C2H5OH}}}
А натрійацетооцтовий естер вже може взаємодіяти зі спиртом, утворюючи ацетооцтову кислоту та залишаючи каталізатор:
{\displaystyle {\ce {[CH3-CO-CH-COOC2H5]- Na+ + C2H5OH -> CH3-CO-CH2-OC2H5 + C2H5ONa}}}